# آمونیوم فلورید
آمونیوم فلورید (به انگلیسی: Ammonium fluoride) با فرمول شیمیایی NH۴F یک ترکیب شیمیایی است. که جرم مولی آن ۳۷٫۰۳۷ g/mol می‌باشد. شکل ظاهری این ترکیب، جامد بلوری سفید است.